# Ombra mai fu
«Ombra mai fu» és l'ària d'obertura de l'òpera de 1738 Serse, de Georg Friedrich Händel. L'òpera fou un fracàs comercial: només durà cinc actuacions a Londres després de la seva estrena. El segle xix, tanmateix, aquesta ària fou redescoberta i esdevingué una de les peces més conegudes de Händel. Händel va adaptar l'ària de la versió de Giovanni Bononcini, qui, al seu temps, va adaptar-la de la versió de Francesco Cavalli. Els tres compositors van versionar el mateix llibret de Nicolò Minato.
Originalment composta per ser cantada per un soprano castrat (i cantada en actuacions modernes de Serse per un contratenor, contralt o un mezzosoprano), sovint ha estat arranjat per altres tipus de veu i instruments, incloent solo d'orgue, solo de piano, violí i piano, i conjunt de corda, sovint sota el títol Largo de Xerxes, tot i que el tempo original és marcat larghetto. Val a dir que per bé que el pathos amb què es canta aquesta ària fa que actualment sovint es relacioni amb moments de contemplació o reflexió, Händel li va donar un toc còmic, ja que el personatge principal de l'òpera, Xerxes I de Pèrsia, la dirigeix a un plàtan d'orient.
En l'òpera, l'ària és precedida per un curt recitatiu de 9 compassos, que introdueix l'escena (Frondi tenere e belle). L'ària és també curta: consta de 52 compassos i típicament dura de 3 a 4 minuts. La instrumentació és per una secció de corda: primer i segons violins, viola i baixos. La tonalitat és Fa major, el tempo és 3/4. El registre vocal C₄ a F₅ amb una tessitura de F₄ a F₅.

## Lletra

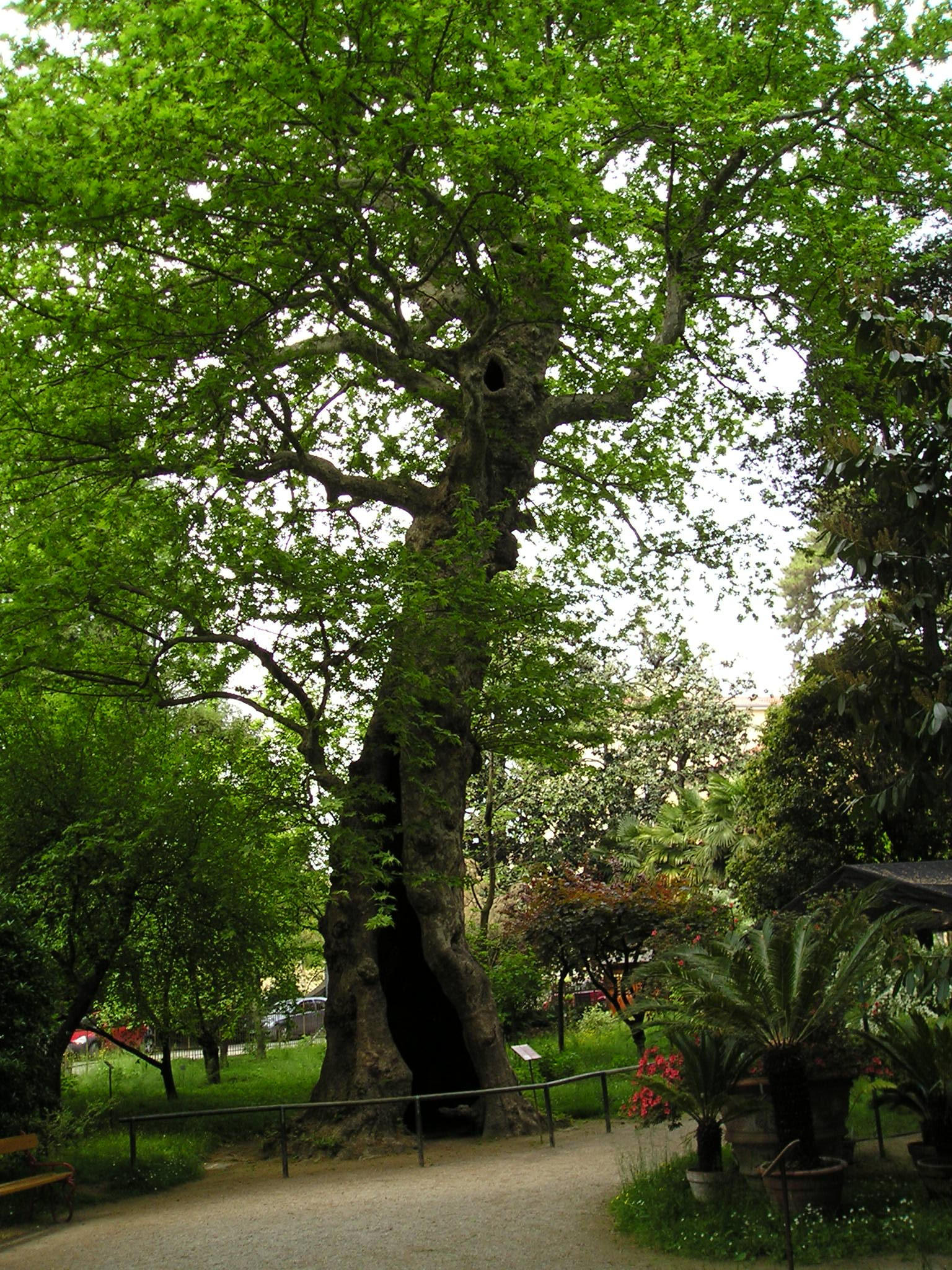
Plataner (plantat el 1680)

El títol significa en italià "Mai fou una ombra". Xerxes canta tot admirant l'ombra d'un plàtan d'orient després d'haver abandonat la seva promesa, Amastris.
| Frondi tenere e belle del mio platano amato per voi risplenda il fato. Tuoni, lampi, e procelle non v'oltraggino mai la cara pace, né giunga a profanarvi austro rapace. Ombra mai fu di vegetabile, cara ed amabile, soave più. | Frondes tendres i belles del meu estimat plataner, que el fat us somrigui. Que trons, llamps i tempestes no destorbin la vostra estimada pau, ni sigueu profanats pels vents del sud. Mai l'ombra d'un arbre, no fou tan preciosa, amable i suau. |